# Steve Niles
Steve Niles (New Jersey, 21 giugno 1965) è uno scrittore statunitense e viene considerato uno dei più importanti autori di fumetti horror dell'era moderna dei comic book americani, tra i fautori della rinascita del genere.
Diviene celebre con l'opera 30 Days of Night trasposta nel lungometraggio cinematografico 30 giorni di buio. A questa si aggiungono fumetti creati per il mercato indipendente tra i quali Criminal Macabre, Mistery Society, Frankenstein Alive, Alive! (con Bernie Wrightson),  Monster & Madman e The October Faction. Si cimenta anche con un franchise horror quale Army of Darkness (trilogia di culto di Sam Raimi), di cui realizza una storia in 12 parti diretto sequel dei lungometraggi cinematografici. Ha modo di lavorare anche per le Big-Two (ovvero Marvel Comics e DC Comics) ma gran parte del suo impegno è rivolto al mercato indipendente e ai fumetti creator-owned, cioè di quelle opere di cui è creatore e detentore dei diritti. Il suo interesse è infatti quello di realizzare fumetti che possano essere appetibili per adattamenti a serie televisive o film. Vi sono infatti diverse sue opere a cui sono interessati gli studios di Hollywood. Il 23 gennaio 2020 la piattaforma streaming a pagamento Netflix distribuisce la prima stagione della serie televisiva basata su The October Faction, pubblicata dalla IDW Publishing.
Nel 2012 fonda, insieme a Matt Pizzolo e Brett Gurewitz, fonda una nuova casa editrice indipendente, la Black Mask Studios, tuttora attiva. L'obbiettivo è quello di supportare autori che sappiano portare nel fumetto tematiche sull'attivismo sociopolitico, critiche anti-sistema, concetti e questioni sollevate dalla controcultura.

## Carriera
Comincia a lavorare nel mondo dell'editoria a fumetti a metà anni ottanta quando si crea la Arcane Comix, compagnia che si occupa di scrivere soggetti, adattamenti, e lavori di editing per opere a fumetti poi pubblicate prevalentemente da altri editori. Tra questi vi è la Eclipse Comics con la quale Niles collabora più frequentemente. Per la Eclipse realizza l'adattamento a fumetti di The Yattering and Jack, da un racconto originale di Clive Barker, i disegni sono affidati a John Bolton. L'opera viene pubblicata come graphic novel nel 1991 e fa parte di una nuova linea editoriale denominata Eclipse Graphic Novels, annunciata come un progetto editoriale destinato ad unire i più grandi scrittori con gli artisti più apprezzati del panorama internazionale. L'ambizioso proposito della Eclipse è di rivoluzionare il mercato dei romanzi grafici a fumetti. Nonostante le opere di valore a cui partecipa, gli anni novanta non portano però l'autore all'attenzione degli editori più importanti, ma Niles non desiste e il successo arriva con gli anni duemila. Il genere su cui si concentra è quasi esclusivamente quello horror con particolare attenzione verso personaggi classici quali il Mostro di Frankenstein e i Vampiri. Il suo scopo è però quello di cercare di riproporli in maniera innovativa, capace di colpire e spaventare i lettori. Niles ammette che ha da sempre amato il genere ma da ragazzo leggeva, come tutti i suoi coetanei, i fumetti dei supereroi della DC e della Marvel. Per questo è da sempre consapevole che il fumetto horror non è il genere mainstream del mercato statunitense ed è quindi più arduo ritagliarsi uno spazio al suo interno. Il collasso delle vendite del biennio 1995-1996 gioca a suo favore in quanto, tra la fine degli anni novanta e gli anni duemila, l'industria fumettistica deve cercare nuove strade e autori per riportare interesse sul settore creando una nuova base di lettori da cui ripartire. Da questo la necessità di diversificare le proposte ed è in questo contesto che Niles ha una chance di portare alla luce le sue storie.
La svolta della carriera avviene con la pubblicazione della miniserie 30 Days of Night, realizzata in collaborazione con il disegnatore Ben Templesmith e pubblica dalla IDW. Si tratta tra l'altro della prima opera distribuita dalla compagnia di Ted Adams che con questo fenomeno editoriale comincia ad imporsi nel mercato del fumetto indipendente. L'opera suscita una tale attenzione che viene opzionata per un adattamento cinematografico quale 30 giorni di buio (del 2007) a cui si aggiunge un sequel. Il clamore editoriale e la fanbase creata da questa storia di vampiri ne genera un franchise che, soprattutto, a livello fumettistico continua nei due decenni successivi portando alla pubblicazione di diverse pubblicazioni sequel e spin-off e numerose raccolte in volume continuamente ristampe e rese disponibili presso le fumetterie e il circuito librario. Niles afferma che :<<(30 Days of Night) mi ha dato una carriera (da scrittore di fumetti). Ho cercato di affermarmi per vent'anni nei "comics" ma è quando "30 Days" ha sbancato (nelle vendite) che sono stato finalmente in grado di avere un lavoro regolare. Glielo devo ancora oggi. Devo molto a quegli stupidi vampiri>>. Inizialmente 30 Days of Night non era neppure nata per essere una storia a fumetti ma era il soggetto di un possibile film cinematografico che però è sempre stato cestinato. Paradossalmente, dopo la versione a fumetti basata su quello stesso script, gli studios hollywoodiani si sono mostrati interessati a farne un adattamento cinematografico. Niles continua a collaborare con la IDW ma non si lega a nessuna casa editrice. Nel 2003 viene pubblicata dalla Dark Horse Comics la prima miniserie di Criminal Macabre dove,  sempre in coppia con Ben Templesmith, Niles crea il suo personaggio originale dalla vita editoriale più longeva ovvero Cal McDonald. Si tratta di un detective dell'occulto a cui vengono dedicate diverse miniserie tra il 2003 e il 2019, sempre distribuite dalla casa editrice di Mike Richardson che ne tiene in stampa le raccolte con tutte le storie realizzate.
Dopo il 2003, grazie a fumetti su 30 Days of Night e Cal McDonald il nome di Steve Niles comincia ad attrarre l'attenzione degli appassionati di genere horror non solo tra i lettori ma anche in campo artistico. Tramite un amico comune, il campione di wrestling Dallas Page, Niles conosce il cantante, scrittore e regista Rob Zombie che si dimostra da subito interessato a produrre fumetti insieme. A fine del 2003 i due fondano una compagnia denominata Creep Entertainment International con l'ambizione di produrre opere di genere horror che comprendono fumetti, musica, film e romanzi. Il primo risultato di questa partnership è la miniserie The Nail, pubblicata dalla Dark Horse nel 2004 a cui segue Bigfoot, pubblicata dalla IDW nel 2005. Quest'ultima gode dei disegni del disegnatore cult dell'horror Richard Corben e vuole dare una interpretazione sul misterioso mostro partendo dalla cronaca dell'epoca. Nonostante la dichiarazione di voler sviluppare diversi progetti cross-mediali tra cui un album musicale che sia trasposto anche in fumetto e progetti cinematografici, la Creep non produce iniziative di rilievo nel decennio successivo e i rapporti tra Rob e Steve sembrano distaccarsi a livello creativo.
Niles stringe amicizia anche con un altro esponente dello showbiz quale l'attore Thomas Jane, famoso per aver interpretato il Punitore nel suo secondo lungometraggio e per la serie dramedy Hung della HBO tra il 2009 e il 2011. Jane è appassionato di fumetti horror fin dalla giovane età quando ha avuto modo di leggere le ristampe delle opere EC Comics. Per questo fonda l'imprint Raw Studios che si pone l'ambizioso proposito di portare avanti l'eredità di quelle storiche pubblicazioni e di alcune opere anni ottanta quali Cadillacs and Dinosaurs di Mark Schultz, Alien Worlds e Twisted Tales. Tra gli autori e artisti coinvolti vi è anche Steve Niles oltre Tim Bradstreet e Bruce Jones. Con Steve Niles arriva a realizzare due miniserie quali Bad Planet e Alien Pig Farm, entrambe distribuite dalla Image Comics tra il 2005 e il 2008 ma, come per Creep, i progetti sembrano arenarsi e i Raw Studios non vantano una grande produzione. Nei propositi iniziali c'era anche l'intenzione di riproporre sul mercato serie antologiche di genere horror quali Alien Worlds e Twisted Tales. Niles sarebbe stato creativamente coinvolto nei progetti. Altro estimatore di Steve Niles è il regista Sam Raimi, produttore esecutivo dei due film su 30 Days of Night. Tra i due la collaborazione va oltre i due lungometraggi e Raimi affida nel 2013 a Niles il compito di realizzare il sequel a fumetti di Army of Darkness. Da diversi anni i fumetti sul celebre franchise sono pubblicati su licenza dalla Dynamite Entertainment la quale aveva già dato un sequel al film dal titolo Ashes 2 Ashes e le seguenti miniserie, pubblicate dal 2005 in poi. A Niles viene data la possibilità di operare un reboot con la serie regolare Ash and the Army of Darkness e la miniserie sequel Ash Gets Hitched, a queste si aggiungono 2 albi speciali quali Army of Darkness Annual 2014 e Army of Darkness #1992.1. Il progetto non ottiene i riscontri sperati e la Dynamite decide di ritornare alla continuity precedente dal 2015, Niles non viene più coinvolto nel processo creativo. L'opera che chiude il ciclo voluto da Niles è affidata allo scrittore Cullen Bun che realizza la miniserie horror/sci-fi Ash in Space facendosi notare come valido autore horror divenuto uno dei top-writer del genere nel quinquennio successivo. Nel 2007 riesce ad incontrare l'acclamato disegnatore e illustratore Bernie Wrightson, noto soprattutto per i suoi fumetti horror e per aver creato (insieme a Len Wein) l'iconico Swamp Thing per la DC Comics. Nei primi anni duemila l'artista ha lavorato solo sporadicamente nel campo dei comic per dedicarsi lavoro di creature designer per gli studios di Hollywood. Steve lo convince a tornare a disegnare fumetti coinvolgendolo in una serie di progetti originali quali City of Others (per Dark Horse), Dead, She Said! (2008), Ghoul (2009), e Doc Macabre (2011). Queste ultime tre miniserie sono pubblicate dalla IDW così come l'opera successiva che risulta essere l'ultima disegna da Wrightson nella sua pluripremiata carriera. Insieme a Niles si mettono infatti al lavoro (nel 2012) ad una nuova interpretazione del Frankenstein di Mary Shelly. Le tavole di Wrightson sono dettagliate e realizzate magistralmente ma la sua dedizione porta ad un notevole protrarsi dei tempi di pubblicazione, iniziata nel maggio 2012. A questo si aggiunge la scomparsa dell'artista nel 2017 (il 18 marzo) dopo aver sofferto a lungo per un tumore al cervello. Al momento del decesso sono stati completati e distribuiti solo tre albi dei 4 previsti (tra il 2012 e il 2014). L'ultimo esce postumo nel 2018 con il contributo di Kelley Jones, firmando una delle opere più significative per la carriera di Niles e un'ultima testimonianza e lascito delle grandi doti di Bernie Wrightson.

Copertina della raccolta in volume di "The Disciples", prima opera di Steve Niles per Black Mask Studios. Disegni di Christopher Mitten. Edizioni BD.

Nel 2012 inizia una nuova fase della carriera di Steve Niles che fonda, insieme a Matt Pizzolo e Brett Gurewitz, una casa editrice indipendente denominata Black Mask Studios. L'iniziativa nasce in seguito all'idea di Pizzolo (presidente della compagnia cross-mediale Halo-8 Entertainment) di distribuire come albo digitale il fumetto Occupy Comics. Il proposito è quello di raccogliere fondi a favore del movimento di protesta Occupy Wall Street e raggruppare autori e artisti del mondo dei comic favorevoli ai principi dei manifestanti. Niles si unisce all'iniziativa così come Greg Gurewitz (amministratore delegato della Epitaph Records) e nel maggio 2013 viene distribuito il primo albo cartaceo di Occupy Comics, di cui escono altri due albi. A questa iniziativa partecipano, con short-story a fumetti o saggi a tema, alcuni dei più grandi autori del mondo dei comic quali Alan Moore, David Lloyd, Mike Allred, Ben Templesmith, Art Spiegelman, J.M.DeMatteis, Joshua Hale Fialkov, Alex Kot e molti altri. Niles (con il compito di consulente creativo) afferma che la Black Mask deve avere «un'etica punk rock» e supportate quegli autori che sanno portare nei fumetti l'attivismo socio-politico, la critica anti-sistema e le tematiche nate dalla controcultura. Si da comunque spazio a qualsiasi tipo di genere che trovi alla base delle storie che sappiano espandere gli orizzonti del mondo dei comic. Questo porterà, secondo Niles, ad una nuova attenzione verso i fumetti sia dei media ma anche di coloro che non sono abituali lettori di fumetti. Nonostante l'impegno con questa nuova iniziativa, Niles continua a collaborare con diverse case editrici indipendenti quali la Dark Horse e la IDW. La prima opera da lui scritta per i Black Mask Studios è la miniserie di fantascienza The Disciples, del 2015.
Dal 2014 inizia una prolifica collaborazione con il disegnatore Damien Worm con il quale realizza una miniserie dal titolo Monster & Madman - The Secret History of Jack The Ripper and Frankenstein's Monster. L'opera si pone come sequel del Frankenstein di Mary Shelly e punto di incontro tra questa creatura nata dalla finzione e il serial killer Jack lo squartatore, storicamente esistito. Mentre lavora al soggetto Niles è impegnato ancora a portare a termine Frankenstein Alive, Alive! con lo scrittore Bernie Wrightson. Dopo la conclusione di Monster & Madman, Niles si appresta a creare un'opera che gli porterà ulteriore fama, si tratta di The October Faction e chiede allo stesso Worm di contribuire alla creazione dei personaggi e ai disegni della serie regolare. Niles si dice entusiasta di poter lavorare da subito su una serie regolare e non una miniserie, come afferma di aver dovuto fare per i primi 25 anni della sua carriera. The October Faction dura 18 albi e diviene la serie più longeva dell'autore (dal 2014 al 2016). La storia della Fazione d'Ottobre non termina ma continua in due miniserie sequel quali Deadly Season (2016-2017) e Supernatural Dreams (2018), che vedono ancora ai disegni Damien Worm. La IDW Entertainment spinge la IDW Publishing (il suo ramo editoriale) a mantenere vivo il fumetto The October Faction in quanto vi è l'interessamento da parte di Netflix che decide di optarne i diritti per una serie tv, che debutta sulla piattaforma streaming nel gennaio 2020. In seguito all'adattamento televisivo si consolida la notorietà del duo Niles e Worm che vengono contattati da diverse realtà editoriali tra cui la Storm King Comics (divisione della Storm King Production), fondata dalla scrittrice e produttrice Sandy King (editor). Consulente creativo e vice della King è il celebre regista John Carpenter, già responsabile di aver lanciato fumetti di successo quali John Carpenter's Asylum e la premiata John Carpenter's Tales for a Halloween. A Niles e Worm viene chiesto di realizzare la prima limited-series per una nuova linea editoriale denominata John Carpenter Presents: Storm Kids, si tratta di un imprint di genere horror dedicato ai lettori Young Adult (tendenzialmente tra i 13 e i 17 anni). L'opera si intitola Monica Bleue: A Werewolf Story, miniserie di 5 albi distribuita dal dicembre 2019. Niles ha quindi la possibilità di cimentarsi con un racconto horror che adattarsi anche a lettori più giovani di quelli a cui sono solitamente indirizzati i suoi fumetti, inoltre riprende uno dei temi classici del genere affrontando la licantropia.

### Gli anni duemila e venti (dal 2020)
Niles e Worm vengono contattati dalla casa editrice Clover Press, fondata da Ted Adams e Robbie Robbins nel 2019 in joint venture con IDW Publishing. I due sono stati infatti co-fondatori della compagnia che sarebbe poi diventata la IDW Media Holdings. Ted Adams ha da sempre avuto fiducia in Niles, facendo esordire il ramo editoriale (la IDW Publishing) con il celebre fumetto 30 days of Night, di Niles e Templesmith, opera che ha portato gli autori (e l'editore) all'attenzione del mondo dei comic. La sua nuova avventura editoriale vuole proporre sia nuove e innovative opere creator-owned, sia la riedizione di opere classiche. Per la Clover Press Niles realizza 2 limited-series (nel 2020). La prima vede ai disegni Damien Worm ed è composta da 2 albi di 48 pagine dal titolo The Grievling e distribuita dal 6 maggio 2020. La storia parla di una ragazza di nome Lily Baxter che torna dalla morte per vendicarsi di una gang di teenagers che l'ha assassinata la notte di Halloween. La seconda dal titolo The Possessed ha lo stesso formato della precedente (2 albi di 48 pagine) ma vede ai disegni Gyula Nemeth, artista con cui ha già collaborato sul franchise Criminal Macabre. La storia è ambientata durante la Seconda Guerra Mondiale nella Budapest occupata dai nazisti. Protagonisti sono dei fuggitivi ebrei che meditano vendetta nei confronti di chi ha ucciso diversi membri della loro famiglia. L'autore riprende tematiche e ambientazioni con cui si è già cimentato in Breath of Bones (del 2013), ma mentre in quel caso riprendeva il mito ebraico del Golem, in questo caso il possibile mezzo per reagire al male è rappresentato da un essere demoniaco, anch'esso simbolo dell'oscurità dell'animo umano. Niles, oltre a portare avanti il suo franchise sul cacciatore di mostri Criminal Macabre e continuando a lavorare per varie casi editrici indipendenti, fonda la Monster Forge Production ( a fine 2022) insieme a Shannon Eric Danton. Il progetto è ambizioso in quanto si tratta di una casa di produzione multimediale i cui fumetti sono pubblicati dalla Dark Horse Comics. L'obbiettivo è quello di creare una piattaforma interattiva che promuova lo sviluppo delle opere create dall'autore ad ogni livello di intrattenimento, dai classici comic book, ai fumetti digitali, ai film, serie televisive, gaming e merchandising.

## Opere

### Atlas Comics
- Wulf nn.1-6, Steve Niles (testi) - Nat Jones (disegni), serie regolare (conclusa), marzo 2011 - settembre 2012.

### Black Mask Studios
- The Disciples nn.1-4, Steve Niles (testi) - Christopher Mitten (disegni), miniserie (conclusa), giugno-settembre 2015.

### Boom!Studios
- Giant Monster nn.1-2, Steve Niles (testi) - Nat Jones (disegni), miniserie (conclusa), gennaio 2005.
- Cthulhu Tales nn.1-12, serie antologica di cui Steve Niles scrive i testi per 2 storie pubblicate nei primi 2 albi: The Eyes of Madness (nel n.1 del marzo 2008) e The Hiding Place (nel n.2 dell'aprile 2008), serie regolare (conclusa), marzo 2008 - marzo 2009.

### Clover Press
- The Grievling nn.1-2, Steve Niles (testi) - Damien Worm (disegni), miniserie di 2 albi di 48 pagine, 6 maggio 2020 - 3 giugno 2020.
- The Possessed nn.1-2, Steve Niles (testi) - Gyula Nemeth (disegni), miniserie di 2 albi di 48 pagine, oltre alla storia a fumetti di 32 pagine contengono lo script originale di Niles e alcuni degli sketch preliminari di Nemeth, dal 29 luglio 2020[21].

### Dark Horse Comics
- Criminal Macabre: A Cal McDonald Mistery nn.1-5, Steve Niles (testi) - Ben Templesmith (disegni), miniserie (conclusa), maggio-settembre 2003.
- Fused nn.1-4, Steve Niles (testi) - Josh Medors e Peter Repovski (disegni),, miniserie per l'imprint Rocket Comics (conclusa), sequel della miniserie Fused! pubblicata dalla Image nel 2002, dicembre 2003 - marzo 2004.
- Freaks of the Heartland nn.1-6, Steve Niles (testi) - Greg Ruth (disegni), miniserie (conclusa), gennaio-novembre 2004.
- Last Train to Deadsville: A Cal McDonald Mistery nn.1-4, Steve Niles (testi) - Kelley Jones (disegni), miniserie (conclusa), maggio-settembre 2004.
- The Nail nn.1-4, Steve Niles e Rob Zombie (testi) - Nat Jones (disegni), miniserie (conclusa), giugno-ottobre 2004.
- Criminal Macabre: Two Red Eyes nn.1-4, Steve Niles (testi) - Kyle Hotz (disegni), miniserie (conclusa), dicembre 2006 - marzo 2007.
- City of Others nn.1-4, Steve Niles e Matt Santoro (testi) - Bernie Wrightson (disegni), miniserie (conclusa), febbraio-settembre 2007.
- Criminal Macabre: My Demon Baby nn.1-4, Steve Niles (testi) - Nick Stakal (disegni), miniserie (conclusa), settembre 2007 - aprile 2008.
- Criminal Macabre: Cell Block 666 nn.1-4, Steve Niles (testi) - Nik Stakal (disegni), miniserie (conclusa), settembre 2008 - maggio 2009.
- Criminal Macabre/The Goon n.1, Steve Niles (testi) - Christopher Mitten (disegni), albo unico, storia team-up tra Cal McDonald (creato dal duo Niles-Templesmith) e The Goon (creato da Eric Powell), luglio 2011.
- The Thing: The Northman Nightmare nn.1-3, Steve Niles (testi) - Patric Reynolds (disegni), miniserie (conclusa), distribuito come fumetto digitale tramite il web con lo scopo di promuovere il film La Cosa del 2011 (prequel dell'omonimo film di John Carpenter), settembre-ottobre 2011.
- Breath of Bones: A Tale of the Golem nn.1-3, Steve Niles (testi) - Dave Wachter (disegni), miniserie (conclusa), giugno-agosto 2013.
- Criminal Macabre: The Eyes of Frankenstein nn.1-4, Steve Niles (testi) - Christopher Mitten (disegni), miniserie (conclusa), 25 settembre 2019 - dicembre 2019.
- Criminal Macabre: The Big Bleed Out nn.1-4, Steve Niles (testi) - Gyula Nemeth (disegni), miniserie, 11 dicembre 2019 -in corso.
- Criminal Macabre: Spirit of the Demon, Steve Niles (testi) - Szymon Kudranski (disegni), graphic novel, agosto 2022.
- Criminal Macabre/Count Crowley: From the Pit they came n.1, Steve Niles e David Dustmulchain (testi) - Lukas Ketner (disegni), albo unico, ottobre 2022.

### DC Comics
- Batman: Gotham County Line nn.1-3, Steve Niles (testi) - Scott Hampton (disegni), miniserie (conclusa), 2005-2006.
- The Creeper nn.1-6, Steve Niles (testi) - Justiniano, Walden Wong, Steve Scott e Dan Green (disegni), ottobre 2006 - marzo 2007.
- Simon Dark nn.1-18, Steve Niles (testi) - Scott Hampton (disegni), serie regolare (conclusa), dicembre 2007 - maggio 2009.
- Batman: Gotham After Midnight nn.1-12, Steve Niles (testi) - Kelley Jones (disegni), limited-series (conclusa), luglio 2008 - giugno 2009.
- Lot 13 nn.1-5, Steve Niles (testi) - Glenn Fabry (disegni), miniserie (conclusa), opera originale creata da Niles e Fabry, dicembre 2012 - aprile 2013.
- Legends of the Dark Knight n.3, Steve Niles (testi) - Trevor Hairsine (disegni), albo facente parte di una serie prima rilasciata in digitale e, in seguito, stampata e distribuita. Data di distribuzione (copia fisica): 5 dicembre 2012.

### Dynamite Entertainment
- Ash and the Army of Darkness nn.1-8, Steve Niles (testi) - Dennis Calero e Nacho Tenorio (disegni), serie regolare (conclusa), ottobre 2013 - giugno 2014.
- Army of Darkness: Ash gets hitched nn.1-4, Steve Niles (testi) - Nacho Tenorio (disegni), miniserie (conclusa), sequel della serie Ash and the Army of Darkness, luglio-novembre 2014.
- Army of Darkness #1992.1, Steve Niles, James Kuhoric, Elliot Serrano, Mike Raicht e Cullen Bun (testi) - AA.VV. (disegni), albo antologico, contiene la storia Return to the Windmill che si ricollega agli eventi di Army of Darkness: Ash gets hitched n.2, novembre 2014.

### Eclipse Comics
- The Yattering and Jack, Steve Niles (testi), Clive Barker (racconto originale) - John Bolton (disegni), graphic novel che inaugura una nuova linea editoriale denominata "Eclipse Graphic Novels", giugno 1991.
- Clive Barker's Revelations, Steve Niles e Fred Burke (testi), Clive Barker (racconto originale) - Lionel Talaro e Hector Gomez (disegni), graphic novel, maggio 1993.
- Clive Barker's Rawhead Rex, Steve Niles (testi), Clive Barker (racconto originale) - Les Edwards e Hector Gomez (disegni), graphic novel, giugno 1993.

### Fantaco Enterprises
- Night of the Living Dead: London nn.1-2, Clive Barker e Steve Niles (testi) - Carlos Castro, miniserie (conclusa), storia spin-off del film La notte dei morti viventi di George A. Romero, gennaio 1993.
- King of the Dead n.0, nn.1-4, Steve Niles (testi) - Brian Clark e Richard Larson (disegni), miniserie (conclusa), maggio 1994 - maggio 1995.

### Horse and Buggy Productions
- Western Tales of Terror nn.1-5, miniserie antologica di cui Steve Niles realizza una storia (titolo: Reckon This) pubblicata nel n.1 (del novembre 2004), con disegni di Nick Stackal, miniserie (conclusa), novembre 2004 - agosto 2005.

### IDW Publishing
- 30 Days of Night nn.1-3, Steve Niles (testi) - Ben Templesmith (disegni), miniserie (conclusa), agosto-ottobre 2002.
- Dark Days nn.1-6, Steve Niles (testi) - Ben Templesmith (disegni), miniserie (sequel di 30 Days of Night con protagonista Stella, scampata al massacro di Barrow), giugno-dicembre 2003.
- Wake the Dead nn.1-4, Steve Niles (testi) - Chee Yang Ong (disegni), miniserie (conclusa), settembre 2003 -marzo 2004
- 30 Days of Night: Return to Burrow nn.1-4, Steve Niles (testi) - Ben Templesmith (disegni), miniserie (conclusa), sequel di 30 Days of Night ambientato nuovamente a Burrow con l'arrivo di una nuova notte polare, marzo-agosto 2004
- Remains nn.1-5, Steve Niles (testi) - Kieron Dwyer (disegni), miniserie (conclusa), maggio-settembre 2004.
- 30 Days of Night: Bloodsucker Tales nn.1-8, Steve Niles, Matt Fraction (testi) - Kody Chamberlain e Ben Templesmith (disegni), serie antologica (conclusa) dove si espande l'universo narrativo di 30 Days of Night con storie collaterali (spin-off e sidequel), ottobre 2004 - maggio 2005.
- Secret Skull nn.1-4, Steve Niles (testi) - Chuck BB (disegni), miniserie che introduce la linea editoriale Midnight Pulps (creata da Niles e curata dall'editor Jeff Mariotte),  agosto-novembre 2004
- Bigfoot nn.1-4, Rob Zombie e Steve Niles (testi) - Richard Corben (disegni), miniserie (conclusa), febbraio-maggio 2005.
- 30 Days of Night: Dead Space nn.1-3, Steve Niles e Dan Wickline (testi) - MILX (disegni), miniserie (conclusa), l'horror di "30 Days of Night" si fonde alla fantascienza, gennaio-marzo 2006.
- 30 Days of Night: Eben & Stella nn.1-4, Steve Niles e Chris Ryall (testi) - Kelly Sue DeConnick (disegni), miniserie sequel di Dark Days, maggio-agosto 2007.
- 30 Days of Night: Beyond Barrow nn.1-3, Steve Niles (testi) - Bill Sienkiewicz (disegni), miniserie (conclusa), la storia narra di altri attacchi di vampiri, oltre a Barrow, nel circolo artico, settembre 2007 - febbraio 2008.
- Epilogue nn.1-4, Steve Niles (testi) - Kyle Hotz (disegni), miniserie (conclusa), settembre-dicembre 2008.
- The Ghoul nn.1-3, Steve Niles (testi) - Bernie Wrightson (disegni), miniserie (conclusa), novembre 2009 - marzo 2010.
- Mistery Society nn.1-5, Steve Niles (testi) - Fiona Staples (disegni), miniserie (conclusa), maggio-ottobre 2010.
- Doc Macabre nn.1-3, Steve Niles (testi) - Bernie Wrightson (disegni), miniserie (conclusa), dicembre 2010 - febbraio 2011.
- Suicide Girl nn.1-3, Steve Niles, Brea Grant & AA.VV. (testi e disegni), miniserie (conclusa con il n.4), aprile-giugno 2011.
- 30 Days of Night: Night Again nn.1-4, Joe R. Lansdale (testi) - Sam Kieth (disegni) - Steve Niles (consulente), miniserie (conclusa), primo spin-off di 30 Days of Night senza Steve Niles come scrittore, maggio-agosto 2011.
- 30 Days of Night nn.1-12, Steve Niles (testi) - Sam Kieth e AA.VV. (disegni), serie regolare, ottobre 2011 - novembre 2012.
- Frankenstein Alive, Alive! nn.1-4, Steve Niles (testi) - Berni Wrightson (disegni), Kelley Jones (disegni aggiuntivi per il n.4), maggio 2012 - gennaio 2018.
- Monster & Madman nn.1-3, Steve Niles (testi) - Damien Worm (disegni), miniserie (conclusa), marzo-maggio 2014.
- The October Faction nn.1-18, Steve Niles (testi) - Damien Worm (disegni), serie regolare (conclusa), ottobre 2014 - luglio 2016.
- Zombies vs. Robots nn.1-10, Steve Niles e Chris Ryall (testi) - Ashley Wood & AA.VV. (disegni), serie regolare (conclusa), gennaio-ottobre 2015.
- The October Faction (2016) nn.1-5, Steve Niles (testi) - Damien Worm (disegni), miniserie, sequel di The October Faction, ottobre 2016 - febbraio 2017. Raccolta in volume con il titolo The October Faction: Deadly Season, distribuito da IDW nel luglio 2017.
- The October Faction: Supernatural Dreams nn.1-5, Steve Niles (testi) - Damien Worm (disegni), miniserie, sequel di The October Faction: Deadly Season, marzo-luglio 2018.

### Image Comics
- Spawn: The Dark Ages nn.15-28, Steve Niles (testi) - AA.VV. (disegni), serie regolare (conclusa con il n.28), maggio 2000 - ottobre 2001.
- Hellspawn nn.7-8 e nn.13-16, Steve Niles (testi) - Ben Templesmith e AA.VV. (disegni), serie regolare (conclusa con il n.16), aprile-maggio 2001 e maggio 2002 - aprile 2003.
- Fused! nn.1-4, Steve Niles (testi) - Paul Lee e Ben Templesmith (disegni), miniserie (conclusa), marzo 2002 - gennaio 2003.
- Bad Planet nn.1-5, Thomas Jane e Steve Niles (testi) - Lewis LaRosa e Tim Bradstreet (disegni), imprint Raw Studios, miniserie (conclusa), dicembre 2005 - novembre 2008.
- The Cryptics nn.1-3, Steve Niles (testi) - AA.VV. (disegni), miniserie (conclusa), giugno 2006 - dicembre 2007.
- Alien Pig Farm nn.1-4, Todd Farmer, Thomas Jane e Steve Niles (testi) - Don Marquez (disegni), imprint Raw Studios, miniserie (conclusa), maggio-luglio 2007.
- The Lonely Tombstone n.1, Steve Niles (testi) - AA.VV. (disegni), albo unico, imprint Desperado Publishing, albo unico, ottobre 2005.
- Savage nn.1-4, Steve Niles (testi) - Mike Mayhew (disegni), miniserie (conclusa), pubblicata per l'imprint Shadowline di Jim Valentino, ottobre 2008 - 2009.
- ShadowHawk - Resurrection n.1, Steve Niles (testi) - Jim Valentino (disegni), miniserie (conclusa con il n.5), maggio 2010.
- Winnebago Graveyard nn.1-4, Steve Niles (testi) - Alison Sampson, Stephanie Paitreau, Aditya Bidikar (disegnatori), miniserie (conclusa), giugno-settembre 2017.
- Kick-Ass (Vol.4) nn.7-19, Steve Niles (testi) - Marcelo Frusin (disegni), serie regolare, settembre 2018 - ottobre 2019.
- Kick-Ass vs Hit-Girl nn.1-5, Steve Niles (testi) - Marcelo Frusin (disegni), miniserie, dal 24 giugno 2020.
- A Town Called Terror nn.1-6, Steve Niles (testi) - Szymon Kudranski (disegni) - S.Kudranski e Tony Daniel (artisti delle copertine), limited-series (conclusa), 13 aprile 2022 - 7 settembre 2022.

### Radical Publishing
- City of Dust nn.1-5 , Steve Niles (testi) - Zid e Brandon Chng (disegni), miniserie (conclusa), ottobre 2008 - marzo 2009.

### Storm Productions, INC.
- John Carpenter Presents Storm Kids: Monica Bleue - A Werewolf Stroy nn.1-5, Steve Niles (testi) - Damien Worm (disegni), miniserie (conclusa) di genere horror della nova linea Young Adult della Storm Productions[22], dicembre 2019 - aprile 2020.

## Adattamenti in altri media

### Film
- 30 giorni di buio (USA, 2007): film statunitense diretto da David Slade e distribuito negli USA a partire dal 19 ottobre 2007. In Italia la première è l'otto febbraio 2008[8]. Il lungometraggio si basa sul fumetto 30 Days of Night creato da Steve Niles e Ben Templesmith nel 2002, inizialmente nato come miniserie di 3 albi ma che dà origine ad altre miniserie e serie regolari, sequel e spin-off dell'opera originaria. Originariamente la storia era nata diversi anni prima come soggetto per un film, ma dopo aver ricevuto diversi rifiuti Niles ha deciso di realizzarne una versione a fumetti (pubblicata da IDW)[9]. Paradossalmente a questo punto gli stessi studios che avevano cestinato lo script cinematografico si sono dimostrati interessati a produrre un adattamento del fumetto basato su quello stesso soggetto[9]. La storia originale vede una cittadina dell'Alaska attaccata da un'orda di vampiri durante il periodo dell'anno (di circa 30 giorni) in cui quella zona sprofonda nell'oscurità di una notte polare[8]. Il film viene catalogato come un action-horror vietato ai minori di 14 anni (in Italia)[8]. Alla sceneggiatura lavora lo stesso Steve Niles e tra i produttori figurano Sam Raimi (regista della trilogia di Evil Dead/Army of Darkness) e Ted Adams (editore della IDW)[8]. Originariamente lo stesso Raimi avrebbe dovuto dirigere il film ma successivamente ha optato per il solo ruolo di produttore[9]. A fronte di un budget di 30 milioni di dollari, il film ne incassa più di 70, dati che ne sanciscono il successo e danno origine ad un sequel. Steve Niles ottiene una popolarità mai avuta prima e viene riconosciuto come un innovatore del genere horror, la sua carriera come scrittore decolla definitivamente tra il 2007 e il 2008.
- 30 giorni di buio II (USA, 2010): film sequel del precedente, distribuito direttamente tramite il mercato home video a partire dall'ottobre 2010[23]. Il titolo originale è 30 Days of Night: Dark Days, alla regia troviamo Ben Ketai mentre rimane Sam Raimi nel ruolo di produttore esecutivo e Steve Niles firma la sceneggiatura[23]. Nonostante questo il film non ottiene i favori del pubblico e della critica del primo[23]. In parte questo è imputabile al cambio di regia e del contesto in cui si svolge la storia. La location si sposta infatti dalla cupa e fredda Barrow alla soleggiata Los Angeles[23]. Qui Stella Oleman, scampata al massacro di Barrow un anno prima, cerca di attirare un gruppo di vampiri per vendicare il marito ucciso[23]. Da notare che il ruolo di Stella non è più affidato all'attrice Melissa George (protagonista del primo 30 Days of Night) ma viene sostituita da Kiele Sanchez[23]. Il disappunto suscitato da questo sequel affossa il potenziale franchise cinematografico sul fumetto di Niles già al secondo capitolo ma questo non impedisce che l'interesse intorno alla storia continui a rimanere viva nei lettori di fumetti. La IDW continua quindi, anche dopo il 2010, a proporre nuovo materiale sulla saga vampiresca originatasi nella remota Burrow durante una notte polare.
- Remains (USA, 2011): film di genere post-apocalittico zombi, basato sul fumetto omonimo di Niles del 2004 e pubblicato da IDW Publishing. Diretto da Colin Theys e il film è realizzato per essere distribuito attraverso il canale satellitare e via cavo Chiller, di proprietà di NBC. Il network era dedicato alla trasmissione di serie tv e film di genere horror e viene inaugurato nel 2007 e chiude le trasmissioni nel 2017. Il proposito di Chiller non è solo quello di trasmettere repliche ma anche di produrre contenuti originali e per il suo primo film "original" opta per l'adattamento della storia a fumetti di Niles e Kieron Dwyer. Niles sostiene di aver realizzato una "zombie-story" diversa dalle altre in quanto si propone di narrare la vicenda dal punto di vista degli zombi[24]. Tra l'altro dichiara di essersi ispirato principalmente alle opere di George A. Romero e in particolare al film Dawn of the Dead (del 1978)[24]. L'autore sostiene inoltre di non voler replicare i canovacci narrativi di The Walking Dead o 28 giorni dopo ma cerca di presentare qualcosa di originale o, come la descrive lui :«the other side of the story» (o l'atra versione della storia)[24]. Con il titolo di Steve Niles' Remains la première è il 6 dicembre 2011[25]. Il lungometraggio è una produzione a basso budget (circa 750.000 dollari) con una durata di un'ora e ventotto minuti[25]. L'accoglienza di pubblico e critica è mediamente negativa e la chiusura del canale qualche anno dopo non ha giovato alla popolarità del film o, in genere, ai futuri adattamenti delle opere a fumetti di Steve Niles[25]. Questi è infatti reduce dal mancato successo del sequel di 30 Days of Night uscito un anno prima (nel 2010).

### Serie tv
- October Faction: serie tv che si basa sul fumetto The October Faction creato da Niles insieme al disegnatore Damien Worm e pubblicato dalla IDW Publishing[2]. L'intera serie di 11 episodi viene resa disponibile il 23 gennaio 2020 sulla piattaforma streaming a pagamento Netflix[2]. Si tratta di un'opera di genere horror che segue le vicende della famiglia Allan: il professor Fredrick, sua moglie Deloris e i loro due figli Geoff e Vivian[26]. Mentre Frederick cerca di lasciarsi alle spalle la sua attività di cacciatori di mostri, i due figli vogliono portare avanti la tradizione di famiglia[26]. La scelta sarà comunque inevitabile dal momento che gli spettri del passato e antichi nemici tramano nell'ombra[26]. La produzione televisiva nasce da un accordo tra Netflix e la IDW Entertainment, ramo della sezione editoriale IDW Publishing dedicato allo sviluppo di opere multimediali della IDW. Di questa partnership fanno parte anche V Wars e Locke & Key. Alla produzione partecipa anche la High Park Entertainment[2]. L'opera viene distribuita a livello internazionale come serie Serie Originale Netflix (o Netflix Original), esclusiva quindi degli abbonati alla piattaforma[26]. La serie ottiene scarsi consensi sia a livello di pubblico che di critica e viene cancellata dopo una sola stagione[27]. Netflix non ha rilasciato i dati ufficiali delle visioni ma evidentemente sono stati deludenti[27]. Lo stesso accade anche per V Wars, cancellata dopo la fine della prima stagione, distribuita nel 2019[27]. Il rapporto di collaborazione con IDW Entertainment e la piattaforma streaming non parte con un bilancio positivo[27]. Solo l'adattamento in serie tv del fumetto Locke & Key del duo Hill-Rodriguez ottiene il via libera ad una seconda stagione[27]. Il fallimento dell'adattamento di October Faction può compromettere ulteriormente la fiducia delle case di produzione nei fumetti dell'autore come base per serie tv o film (dopo l'arenarsi del franchise di 30 days of night). Bisogna però considerare che la serie Netflix è stata interamente sviluppata da Damian Kindler il quale si è discostato notevolmente dalla serie originale di Niles[28]. Fondamentalmente rimane il nocciolo della trama che vede la lotta di una famiglia contro mostri e forze oscure ma vi sono poi radicali modifiche[28]. A voler sottolineare le differenze lo stesso cognome della famiglia cambia (inspiegabilmente) da Allan ad Allen[28]. Certi personaggi presenti nel fumetto non ci sono o vengono modificati (nelle origini, carattere o etnia) mentre altri vengono aggiunti[28]. Sembra quasi non vi sia fiducia nell'opera del duo Niles-Worm e sono introdotti nuovi elementi quali il Presidio, organizzazione militare attiva su scala mondiale il cui fine è dare la caccia ad esseri sovrannaturali[28]. Praticamente svolge l'attività degli Allan (di cui ne fanno pure parte) ed è completamente assente dal fumetto[28]. La versione di Netflix aumenta quindi l'aspetto tecnologico ed action ma risulta essere meno cupa e gore rispetto al fumetto originale[28]. Lo show quindi non riesce a distinguersi da altre opere simili e si sente la mancanza del polso di Niles nello sviluppo di trama e personaggi[28].

### Opere in gestazione
- Nel settembre 2014 è stato annunciato l'adattamento cinematografico della miniserie Breath of Bones, pubblicata dalla Dark Horse Comics nel 2013[29]. La storia è ambientata durante la Seconda Guerra Mondiale dove un anziano rabbino insegna al nipote come forgiare un Golem che li protegga dai nazisti[29]. La Dark Horse Entertainment si dichiara coinvolta nel progetto attraverso il Presidente Mike Richardson e Keith Goldberg[29]. Il regista interessato a realizzare il film è Andrew Adamson, cineasta divenuto celebre per aver diretto i primi due lungometraggi di Shrek e delle Cronache di Narnia[29]. Ad oggi il progetto sembra essersi arenato.